# تفسير مجيدي
تفسير المجيدي أو تفسير القرآن: ترجمة وتعليق للقرآن الكريم هو تفسير لكامل القرآن الكريم بقلم عبد المجيد دريابادي. وقد تأثر بأشرف علي التهانوي في كتابة تفسيره، ثم كتب هذا التفسير باللغة الإنجليزية أولًا ثم باللغة الأردية. كان الأسلوب والمنهج الأردي الذي اتبعه في كتابة هذا التفسير هو نفسه الذي اتبعه في تفسيره الإنجليزي. وكان الفارق الوحيد هو أن هذا التفسير كان من المفترض أن يكون أطول نسبيًا. كتب المؤلف عن نفسه المقدمة في كانون الأول 1941 م. وأشار المؤلف إلى أن ترجمة القرآن الكريم صعبة للغاية. لذا نصح المترجمين بإتباع النقاط الستة الرئيسة والنقاط الفرعية المختلفة لترجمة القرآن الكريم إلى اللغة الإنجليزية. لأنه لاحظ بعض المشاكل في الترجمة إلى الإنجليزية فقال أنه لا توجد لغة في العالم مثل اللغة العربية. كتب المقدمة أبو الحسن علي الحسني الندوي في 16 آب عام 1981.
وقد عمل داري آبادي على دراسة كل الأبحاث التي أجريت في الغرب أو الشرق قديمًا أو حديثًا والتي تثبت آيات القرآن الكريم، وأشار إليها في تفسيره. قام بجمع المواد المتعلقة بالقصص القرآنية والأماكن الجغرافية والأفراد والأمم والأديان وغيرها حيث جُمع الكثير من المواد في مكان واحد. ومن خصائص هذا التفسير أيضًا أن مؤلفه قام بدراسة مقارنة بين القرآن الكريم والكتب السابقة، وخاصة التوراة والإنجيل. وفي المقارنة كشف عن التحريفات والزيادات في التوراة والإنجيل . وقد ردّ بعقلانية على شكوك عقول الفلاسفة المتشككين وبعض المثقفين المسلمين المتأثرين بالعلمانية الغربية حول بعض الآيات القرآنية، إذ يقبل عقل القارئ القرآن كتابًا واضحًا سليمًا سليم العقل. ومن مميزات هذا التفسير أنه وظف العلم الحديث والأبحاث الجديدة في خدمة القرآن الكريم، دون أن يتأثر بالادعاءات السخيفة والشعارات العلمية المزعومة التي يروجها الغربيون. ومن أهم ما يميز هذا التفسير أنه قدم دراسة مقارنة بين القرآن الكريم والكتب السماوية القديمة، وخاصة التوراة والإنجيل ، وهو عمل لم يقم به حتى ذلك الوقت مفسر إلا الداريآبادي. يقال إن التفسير بشكل عام هو: رد على شبهات العصر، واستخدام العلم في تفسير القرآن، والبعد عن الاستنباط، والدراسة المقارنة للقرآن والكتب السماوية السابقة، والرد الاستدلالي على شبهات اليهود والنصارى، والاستمتاع بالنثر السلس الواضح، وإثبات النظام الاجتماعي للإسلام على بقية الأنظمة وما إلى ذلك من أهم سمات تفسير المجيدي.

## الاستقبال
كتب أبو الحسن علي الحسني الندوي، رئيس مركز أكسفورد للدراسات الإسلامية ، "لا شك أنه تفسير فريد من نوعه والأكثر قبولًا بين جميع الترجمات التفسيرية للقرآن الكريم التي قُدمَت حتى الآن باللغة الإنجليزية."

## الترجمات

### البنغالية

غلاف الترجمة البنغالية لمؤسسة الإسلامية في بنغلاديش.

وقد ترجم عبيد الرحمن مالك تفسير المجيدي الكامل إلى اللغة البنغالية، ونشرته مؤسسة بنغلاديش الإسلامية في دكا عام 1994.

## قراءة إضافية
- Abdul Majid Daryabadi's tafsīr-ul-Qurʼān : a critical study. Gowhar Quadir Wani, Abdul Kader Choughley. Aligarh, India. 2021. ISBN:978-93-90167-79-1. OCLC:1256403040.{{استشهاد بكتاب}}:  صيانة الاستشهاد: آخرون (link) صيانة الاستشهاد: مكان بدون ناشر (link)
- Abdullah Abid, Muhammad; Iqbal, Javed; Al-Azhari, Ghulam Anwar (2022). "Rulings on relations with non-Muslims A comparative study of Tafsir Haqqani and Tafsir Majidi". The Islamic Culture (بالإنجليزية). 47 (1). ISSN:1813-775X. Archived from the original on 2025-04-17.
- Arifi, Muhammad Ismail; Akhter, Muhammad Shamim (23 Nov 2020). "Key features of Tafseer e Majidi". Habibia Islamicus (The International Journal of Arabic and Islamic Research) (بالإنجليزية). 4 (2): 15–28. DOI:10.47720/hi.2020.0402u02. ISSN:2664-4924. S2CID:241931284. Archived from the original on 2024-12-06.
- Khanam، Fauzia (2012). Moulana abdul majid daryabadi ki adabi khidmath (PhD) (بالأوردية). India: Department of Urdu, جامعة عليكرة الإسلامية. hdl:10603/63562.
- Kidwai، Abdur Raheem (2018). "Abdul Majid Daryabadi's English Translation of and Commentary on the Quran (1957): An Assessment" (PDF). Aligarh Journal of Quranic Studies. India: جامعة عليكرة الإسلامية. ج. 1 ع. 1: 36–55. مؤرشف من الأصل (PDF) في 2025-04-17.
- Sajid، Mohd (2021). Tafseer e majidi ek tehqiqi mutala (PhD thesis) (بالأوردية). India: Department of Sunni Theology, جامعة عليكرة الإسلامية. hdl:10603/369728.
- Salahuddin، S k (2013). Moulana Abdul Maajid Daryabadi ki adabi jehat (PhD) (بالأوردية). India: Department of Urdu, جامعة كلكتا. hdl:10603/164202.
- Siddiqui، Zubair Ahmad (2017). Maulana Abdul Majid Daryabadi ki Sahafati Khidmaat Ka Tahqiqi Wo Tanqidi Jaiza (PhD) (بالأوردية). India: Department of Urdu, جامعة عليكرة الإسلامية. hdl:10603/208408.
- Adrawi، Asir (1995). Dabistan-i Deoband ki Ilmi Khidmaat (PDF) (بالأوردية). Deoband, UP, India: Darulmuaallifeen. ص. 33–34. OCLC:47964786.
- a study

## روابط خارجية
- تفسير المجيدي في أرشيف الإنترنت (الأردية)
- تفسير المجيدي ، المجلد 1 في أرشيف الإنترنت (الإنجليزية)
- تفسير المجيدي ، المجلد 2 في أرشيف الإنترنت (الإنجليزية)